# Apalodium sulcatum
Apalodium sulcatum là một loài rêu trong họ Bryaceae. Loài này được Hook. f. & Wilson Mitt. mô tả khoa học đầu tiên năm 1882.